# عسل مسموم (مسلسل)
عسل مسموم مسلسل تلفزيوني عراقي يعرض على قناة إم بي سي العراق في شهر رمضان عام 1445 هـ/2024م، من بطولة بكر خالد وهند نزار ومريم غريبة، من تأليف ندى عماد خليل، ومن إخراج فادي سليم.

## قصة المسلسل
يتعرض كرم لاختبار صعب عندما يجد نفسه مضطر بالتضحية بكل شيء، ويرفض رشوة رجل الأعمال ناصر لهدم مسجد آثري ليبني مكانه مجمع تجاري، وتتعرض ابنته للخطف وتقتل على يد أقرب الأشخاص له.

## طاقم العمل
- بكر خالد (كرم)
- هند نزار (شذى)
- مريم غريبة (حنين)
- ذو الفقار خضر
- صبا إبراهيم
- زهور علاء
- كاظم القريشي
- محمود أبو العباس
- محسن الجيلاوي
- آسيا كمال
- بشرى إسماعيل
- مينا نور الدين
- بيداء رشيد
- عمر اليوزبكي
- حسين عجاج
- علي جابر
- ساندي جمال
- حسين حافظ
- فوزية حسن
- رياض شهيد